# Biefang
Biefang ist ein Stadtteil von Oberhausen, der im Westen des Stadtbezirks Sterkrade liegt und Ende 2012 ca. 2.800 Einwohner auf einer Fläche von 129 ha zählte. Bis 1908 bildete Biefang die eigenständige Gemeinde Amt Holten im Kreis Ruhrort.

## Geschichte

### Geschichte bis zur Eingemeindung
Am 2. Februar 1282 stiftete Mechthild von Holte dem Sterkrader Kloster die neuerbauten Häuser in Biefang (Byvanc). 1447 wurde Biefang als „Amt Holten“ als Verwaltungsbezirk der Grafschaft Kleve erwähnt. Vom Beginn der Reformation bis zum Jahr 1610 traten alle Biefanger Bürger der evangelischen Kirche bei. So kam es zu dem ungewöhnlichen Mangel eines geweihten Friedhofs. Dies führte dazu, dass die jüngst Verstorbenen aufgrund der fehlenden Möglichkeit einer heute üblichen Konservierung schnellstens aus dem Ort gebracht wurden, um in den Nachbargemeinden begraben zu werden, meist nach Holten. Diesem Umstand ist es wohl mit zu verdanken, dass die Pestepidemie dieses Jahres, die große Teile der Holtener und Sterkrader Bevölkerung auslöschte, beinahe spurlos an Biefang vorüberging. 1753 wurde die erste evangelische Schule in Biefang gegründet. Die Eltern hatten den Holtener Richter eigens einen Bittbrief an König Friedrich den Großen schicken lassen. Dieser sendete die Summe von 25 Talern. Allerdings mussten die Eltern noch viele Baumaterialien, vor allem Holz, in Form von Spenden bei den Bürgern von Biefang sammeln und ihre Arbeitskraft beim Bau zur Verfügung stellen. Trotzdem wurde die Schule aufgrund der Spende des Alten Fritz als Königschule eingeweiht. Diesen Namen trägt sie, freilich in einer fortlaufenden Reihe verschiedener Gebäude, bis zum heutigen Tage.
Bei der Teilung der Bürgermeisterei Holten in die Bürgermeistereien Sterkrade und Beeck im Jahre 1886 kam die Gemeinde „Amt Holten“ zur Bürgermeisterei Sterkrade. 1892 gab sich die Gemeindevertretung „Amt Holten“ den Namen Biefang, behördlicherseits wurde jedoch weiterhin der Name Amt Holten verwendet. Am 1. April 1908 fusionierten die Gemeinden Stadt und Feldmark Holten und Amt Holten zur Landgemeinde Holten. Diese wurde am 1. Juli 1917 nach Sterkrade und am 1. August 1929 als Teil von Sterkrade nach Oberhausen eingemeindet.

### Wappen und Banner
Blasonierung: Das Wappen Biefangs ist dreigeteilt und zeigt in einem durch eine goldene (gelbe) Spitze mit einem grünen Rand von jeweils Weiß gespaltenem Schild mit grünem Rand, einen grüngelben Frosch über einem blaugrünen Wellenbalken, vorne einen grünen Wacholderzweig mit blauen Beeren, hinten zwei Getreideähren mit goldenen (gelben) Körnern. Die beiden oberen Felder sind vom unteren Feld durch einen weißen Streifen getrennt (heraldisch nicht korrekt). Das Oberwappen (heraldisch nicht korrekt) besteht aus einem silbernen Banner mit dem Schriftzug „Biefang“, darüber eingerahmt von zwei schwarzen Zweigen die Zahl 1281 (Jahr der Stiftung durch Mechthild von Holte).
Bedeutung: Der Frosch steht für das früher sumpfige Gebiet (Schwarzes Bruch, Holtener Bruch) um Biefang. In der kargen Gegend wuchsen saueres Gras und Wacholdersträucher. Nur wenige Flächen eigneten sich für den Getreideanbau, die sich aber später vergrößerten, als das Bruch durch die Industrialisierung trockengelegt wurde.
Biefang führt ein Banner Grün-Weiß-Grün im Verhältnis 1:10:1, längsgestreift mit dem beschriebenen Wappenschild in der Mitte; etwas nach oben versetzt im Verhältnis 2,5 : 4 (Wappen): 5.

## Infrastruktur

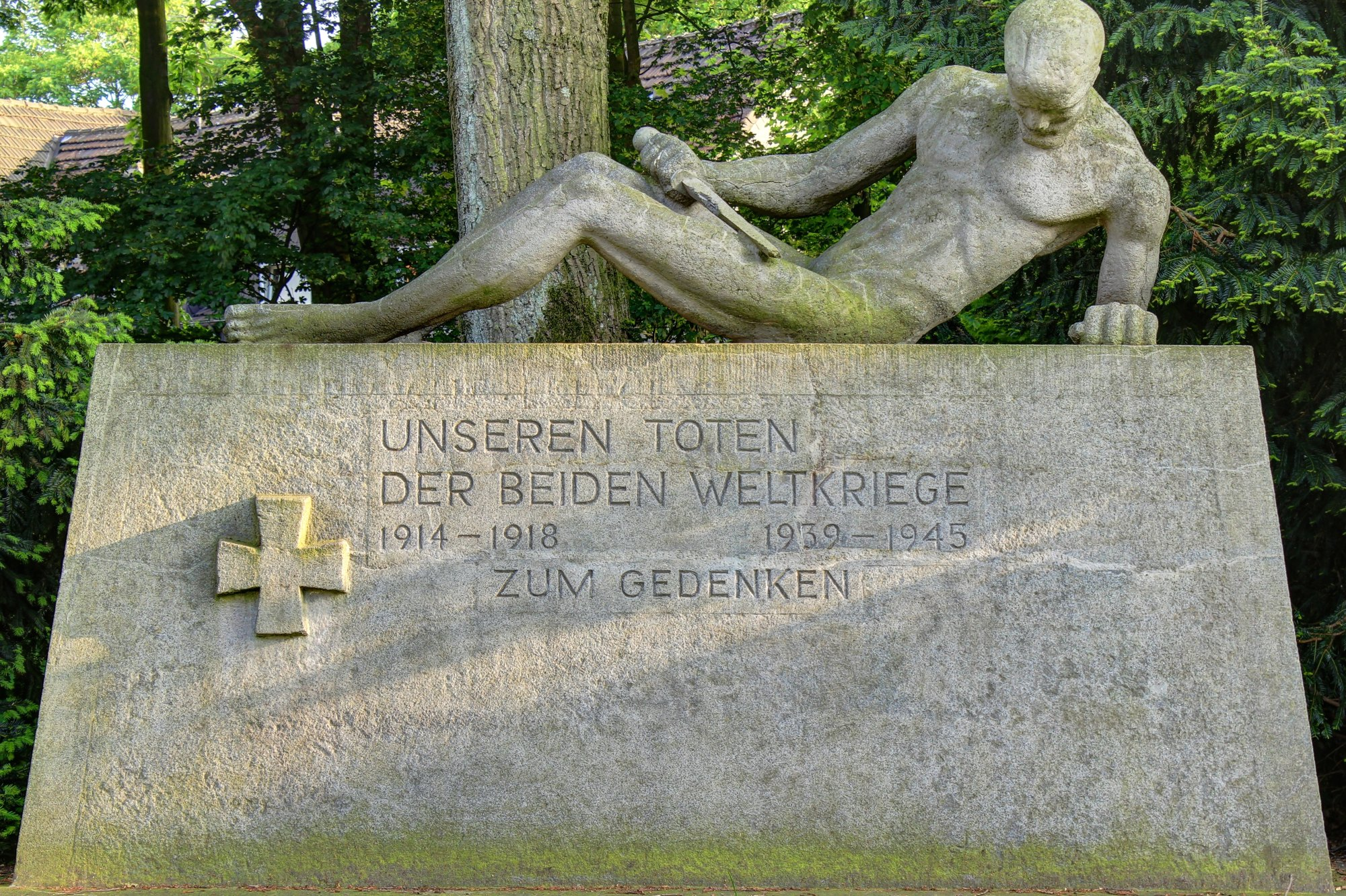
Kriegsdenkmal in Oberhausen-Biefang an der Königstraße

Biefang ist ein relativ grüner, gewachsener Stadtteil und weist größtenteils Wohnbebauung auf. Hierbei handelt es sich meist um zwei- bis viergeschossige Mietshäuser, allerdings ohne einheitliche Architektur oder zentrale Planung und einige wenige Straßen mit Zweifamilien- und Reihenhäusern, beinahe alle bebauten Grundstücke verfügen über einen großzügigen Garten. Eine Grundschule und ein Kindergarten sowie ein großer Abenteuerspielplatz sind vorhanden. Mit Ausnahme eines Supermarktes gibt es keine Einkaufsmöglichkeiten und kaum Gastronomie oder Kleingewerbe. Eine Kuriosität sind einige der letzten landwirtschaftlich genutzten Flächen in Oberhausen, die in der Form nur noch im benachbarten Holten anzutreffen sind. Auch gibt es, vor allem in den zur Bebauung schwer zugänglichen Bereichen zwischen der Autobahn und der Emscher, noch einige wilde Grünflächen und verschiedentlich einige Kleingärten, allerdings keine organisierte Garten- oder Laubenkolonie.
Am Rand des Stadtteils liegen die Werke der ehemaligen Ruhrchemie AG, heute OXEA Holding GmbH. Ein großes, bereits 1927 gegründetes Chemiewerk, welches nach einigen spektakulären Unfällen um das Jahr 1985, mehreren teilweisen Stilllegungen und vielen Besitzerwechseln heute eine der bedeutendsten Produktionsstätten für Oxo-Produkte (chemiereine Alkohole, Spezialesther usw.) ist. Auch wenn es einen althergebrachten Streit um die nordwestliche Grenze Biefangs gibt, ist anzunehmen, dass dieses Werk, zumindest teilweise innerhalb der früheren Gemarkung Biefangs steht.
Biefang liegt unmittelbar an der Autobahnauffahrt Oberhausen-Holten der A3. Mit den Buslinien 935, 954 und 956 des Verkehrsverbundes Rhein-Ruhr ist Biefang an das Nahverkehrsnetz angeschlossen.
| Linie | Verlauf | Takt (Mo–Fr) | Betreiber |
| ----- | --- | ------------ | --------- |
| 935   | OB-Sterkrade Bf – Buschhausen Friesen-/Beerenstraße – Duisburg-Röttgersbach – Marxloh Pollmann – Hamborn – Duisburg-Neumühl – Buschhausen Westmarkstraße – Oberhausen-Lirich – Bero-Zentrum – Oberhausen Hbf – Anne-Frank-Realschule |              |           |
| 954   | Walsumermark Hirschkamp – Neuköln – Brink – Walsumermark Eichsfeldstr. – Schmachtendorf – Waldhuck – Barmingholten – OB-Holten Bf – Holten Markt – Biefang Dienststraße – Buschhausen Friesen-/Beerenstraße – OB-Sterkrade Bf        | 30 min       | STOAG     |
| 956   | Biefang Goerdelerstraße – Schwarze Heide – OB-Sterkrade Bf – Siedlung Eisenheim Zweigstraße – Schloss Oberhausen – TZU – Ziesakplaza – Marienkirche – Rathaus – Oberhausen Hbf – Dümpterkamp – Schlad Wehrstr.                       | 30 min       | STOAG     |